# Asicya fasciata
Asicya fasciata là một loài ruồi trong họ Asilidae. Asicya fasciata được Lynch & Arribálzaga miêu tả năm 1880. Loài này phân bố ở vùng Tân nhiệt đới.